# Липовица (Могилёвская область)
Ли́повица (бел. Ліпавіца) — бывшая деревня в составе Обидовичского сельсовета Быховского района Могилёвской области Республики Беларусь. Упразднена 27 сентября 2013 года решением Быховского районного Совета депутатов.

## Географическое положение
Находилась в 10 км к северо-востоку от административного центра сельсовета агрогородка Обидовичи.

## Население
- 2010 год — 3 человека